# Sericopimpla sagrae
Sericopimpla sagrae är en stekelart som först beskrevs av Vollenhoven 1879.  Sericopimpla sagrae ingår i släktet Sericopimpla och familjen brokparasitsteklar.

## Underarter
Arten delas in i följande underarter:
- S. s. sauteri
- S. s. albobalteata
- S. s. japonica
- S. s. baltazarae